# Prozessgröße
Eine Prozess- oder Vorgangsgröße ist eine physikalische Größe, die ausschließlich bei Zustandsänderungen auftritt und die die Zustandsänderung als solche beschreibt. Prozessgrößen stehen im Gegensatz zu den Zustandsgrößen, die Zustände als solche beschreiben und die lediglich vom jeweiligen Zustand abhängen, nicht jedoch vom Weg, auf dem sich dieser Zustand eingestellt hat. Prozessgrößen beschreiben die Art und Weise, wie ein Zustand in einen anderen Zustand übergeht und sind vom Weg der betrachteten Zustandsänderung abhängig. Im Gegensatz dazu ist die Änderung einer Zustandsgröße im Verlauf einer Zustandsänderung unabhängig vom Weg der Zustandsänderung gleich der Differenz der Werte der Zustandsgröße im End- und Ausgangszustand.  
Die im Verlauf von Zustandsänderungen von oder an einem thermodynamischen System verrichtete Arbeit {\displaystyle W} sowie die im Verlauf einer Zustandsänderung zwischen dem thermodynamischen System und seiner Umgebung ausgetauschte Wärme {\displaystyle Q} sind Prozessgrößen, die beispielsweise vom Ausmaß der im Verlauf einer Zustandsänderung auftretenden, wegabhängigen Energiedissipation abhängen.
Eine infinitesimale Änderung einer Prozessgröße (z. B. der Wärme) ist ein inexaktes Differential und wird durch ein {\displaystyle \delta } gekennzeichnet (z. B. {\displaystyle \delta Q}). Hingegen sind infinitesimale Änderungen einer Zustandsgröße, z. B. der Entropie, totale Differentiale, die mit einem {\displaystyle {\text{d}}} gekennzeichnet werden (z. B. {\displaystyle {\text{d}}S}).